# ألموناستير لا ريال
بلدية المُنستير أو (نقحرة: ألموناستير لا ريال) (بالإسبانية: Almonaster la Real) هي بلدية تقع في مقاطعة ولبة التابعة لمنطقة أندلوسيا جنوب إسبانيا. من أبرز معالم القرية مسجد المنستير لا ريال.

## الديموغرافيا
بلغ عدد سكان بلدية المنستير لا ريال 1.849 نسمة عام 2011 (وفقاً للمعهد الوطني الإسباني للإحصاء).
| 2.057 | 2.011 | 1.898 | 1.805 | 1.831 | 1.848 | 1.849 |